# Шашмаком (фільм)
«Шашмаком» — радянський телефільм 1972 року, знятий режисером Ташходжою Акрамовим на студії «Узбектелефільм».

## Сюжет
Лірико-драматичні новели, що увійшли до фільму, мають свої мікрокомпозиції, свої образні рішення, свій ритм розповіді. Актори не вимовляють жодного слова. Жести, міміка, всі дії були відшліфовані та використані в епізодах, насичених подіями, головне — музикою.

## У ролях
- Гульчехра Джамілова — головна роль
- Кізлархон Дустмухамедова — головна роль
- Ділафруз Джаббарова — головна роль
- Якуб Ахмедов — роль другого плану
- Ісамат Ергашев — роль другого плану
- Юнус Раджаб — роль другого плану
- Мухтар Ага-Мірзаєв — епізод

## Знімальна група
- Режисер — Ташходжа Акрамов
- Сценарист — Тураб Тула